# Vilerna aequalis
Vilerna aequalis är en insektsart som först beskrevs av Rehn, J.A.G. 1909.  Vilerna aequalis ingår i släktet Vilerna och familjen gräshoppor. Inga underarter finns listade i Catalogue of Life.